# Маньковський Георгій Борисович

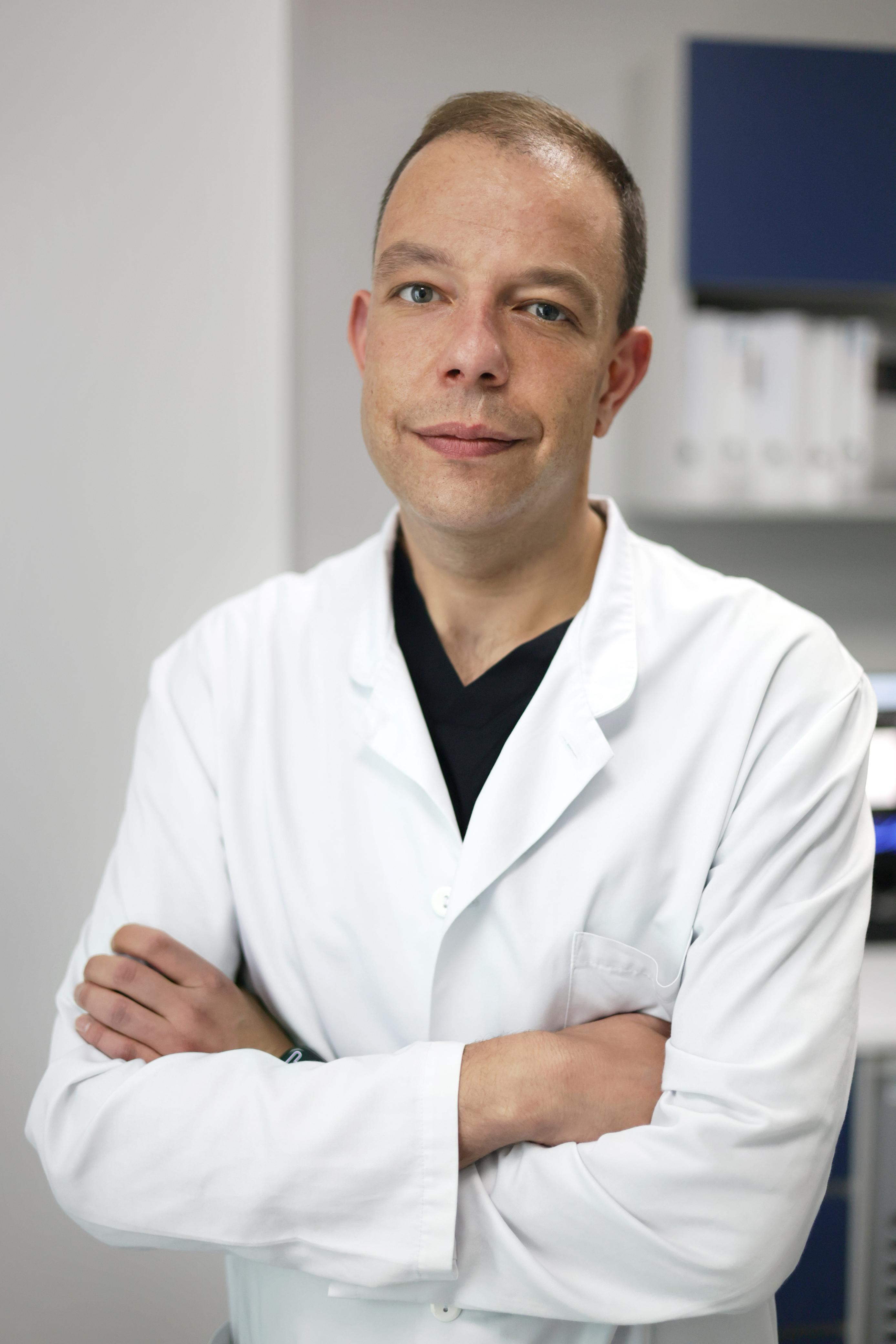
Георгій Маньковський

Маньковський Георгій Борисович (21 березня 1987, Україна) — український лікар-кардіолог вищої категорії, інтервенційний кардіолог, медичний директор ДУ «Центр  кардіології та кардіохірургії МОЗ України», кандидат медичних наук, заслужений лікар України.

## Біографія
У 2008 році закінчив Національний фармацевтичний університет, здобув ступінь бакалавра з маркетингу. У 2010 році отримав ступінь магістра з маркетингу. Того ж року з відзнакою закінчив Національний медичний університет імені О. О. Богомольця за спеціальністю «Лікувальна справа».
Проходив інтернатуру з внутрішніх хвороб (2010—2012) на кафедрі терапії та ревматології НМА імені П.Л. Шупика, отримавши спеціалізацію з кардіології. У 2012—2014 роках пройшов клінічну ординатуру з інтервенційної кардіології та рентгенхірургії в Державній установі «Національний науковий центр „Інститут кардіології, клінічної та дегенеративної медицини імені М.Д. Стражеска“ Національної академії медичних наук України».
У 2023 році пройшов спеціалізацію з організації та управління охороною здоров’я (Українська військово-медична академія) та отримав сертифікат за спеціальністю «Інтервенційна кардіологія».
Стажувався в Hirslanden Klinik - Klinik Im Park (Швейцарія) під керівництвом професора, доктора медицини Франца Вольфганга Амана та доктора Пʼєра Левіса, а також у Deutsches Herzzentrum München (Німеччина) під керівництвом професора Рудігер Ланге.
З 2016 по 2019 рік — завідувач відділення невідкладної рентгенхірургічної допомоги ДУ «Центр  кардіології та кардіохірургії МОЗ України».
З 2019 року — заступник директора з науково-практичної роботи.
З 2023 року — медичний директор установи.

## Наукова діяльність
Має 66 наукових праць, серед яких 44 статті у фахових виданнях (2 у міжнародних наукометричних базах), 2 патенти на корисну модель. Був офіційним опонентом дисертацій з медицини. Старший дослідник зі спеціальності «Медицина» (2024).

## Нагороди
- - Відзнака «Гідність і воля» (Всеукраїнське об'єднання «КРАЇНА»), 6 червня 2016 року.
  - Подяка «За багаторічну сумлінну працю, вагомий особистий внесок у розвиток охорони здоров’я» від Віталія Кличка, 19 червня 2016 року.
  - Медаль «Знання, душу, серце – людям» (Всеукраїнське об’єднання «ЗЕМЛЯ»), 1 червня 2018 року.
  - Медаль «Золотий тризуб» (Міністерство оборони України), 16 грудня 2022 року.
  - Медаль «За сприяння в охороні державного кордону України» (Державна прикордонна служба України), 18 травня 2023 року.
  - Почесний знак «За співпрацю» (Національна гвардія України), 30 травня 2023 року.
  - Пам’ятний нагрудний знак «За сприяння повітряним силам ЗС України» (Повітряні Сили Збройних Сил України), 28 червня 2023 року.
  - Подяка від командира Першої Президентської бригади оперативного призначення ім. гетьмана Петра Дорошенка, липень 2023 року.
  - Подяка від Департаменту охорони здоров’я та реабілітації МВС України, липень 2023 року.
  - Медаль «Ювілейна відзнака» (Всеукраїнська асоціація кардіологів України), 26 жовтня 2023 року.
  - Знак Головного управління з протидії системним загрозам управлінню державою СБУ, 30 жовтня 2023 року.
  - Подяка від Голови Верховної Ради України, 18 липня 2024 року.
  - Грамота «За значний особистий внесок в організацію та надання медичної допомоги особовому складу Збройних Сил України…» від командувача Медичних сил ЗСУ, 22 липня 2024 року.
  - Орден «За заслуги» III ступеня, 26 липня 2024 року.
  - Подяка від Державної прикордонної служби України, липень 2024 року.
  - Грамота Верховної Ради України, 15 серпня 2024 року.
  - Подяка від міського голови Маріуполя, жовтень 2024 року.
  - Подяка від Бюро економічної безпеки України, листопад 2024 року.
  - Нагорода від 3-ї окремої штурмової бригади «Азов», 13 березня 2025 року.
  - Відзнака від Всеукраїнського Єврейського Конгресу, 30 березня 2025 року.
  - Почесна грамота Національна академія медичних наук України, наказ №21-к від 20 травня 2025 року.
  - Медаль I ступеня «За боротьбу з організованою злочинністю» (Міжнародна асоціація ВВП підрозділів по боротьбі з організованою злочинністю «Єдність патріотів» ДСР), рішення правління №30 від 10 червня 2025 року.
  - Нагрудний знак «Знак пошани» (Міністерство оборони України), наказ №933 від 14 липня 2025 року.
  - Медаль «За жертовність і любов до України» (Українська православна церква Київського патріархату), 19 листопада 2015 року.